# Штивор
Штивор је насељено мјесто у општини Прњавор, Република Српска, БиХ. Према попису становништва из 1991. у насељу је живјело 402 становника.

## Становништво
У насељу постоји италијанска етничка заједница која је насељена током аустроугарске владавине. Становници се називају Штиворчани.
| Демографија | Демографија | Демографија |
| Година      | Становника  | Становника  |
| ----------- | ----------- | ----------- |
| 1961.       | 406         |             |
| 1971.       | 287         |             |
| 1981.       | 350         |             |
| 1991.       | 402         |             |